# إريك د. ميلر
إريك ديفيد ميلر (من مواليد 1975) هو محامي وقانوني أمريكي يعمل كقاض دائرة في الولايات المتحدة في محكمة الاستئناف الأمريكية للدائرة التاسعة. .

## النشأة والتعليم
ميلر ولد في أوك بارك, إلينوي. حصل على بكالوريوس الآداب في الفيزياء ، مع مرتبة الشرف ، من كلية هارفارد في عام 1996. ثم التحق ميلر بكلية الحقوق بجامعة شيكاغو ، وحصل على دكتوراه في القانون في عام 1999 مع أعلى مرتبة الشرف. في كلية الحقوق, تم تجنيده في وسام Coif وشغل منصب محرر الموضوعات والتعليقات في مراجعة القانون بجامعة شيكاغو.

## حياة مهنية
بعد التخرج من كلية الحقوق ، عمل ميلر ككاتب محاماة للقاضي لورانس سيلبرمان من محكمة الاستئناف في الولايات المتحدة لمقاطعة دائرة كولومبيا ولاحقا ليساعد القاضي كلارنس توماس من المحكمة العليا للولايات المتحدة.
في بداية حياته المهنية ، عمل ميلر في وزارة العدل كمحام-مستشار في مكتب المستشار القانوني (2003-2004) وكعضو في موظفي الاستئناف في الشعبة المدنية (2001-2003 ، 2004-2006). كما شغل ميلر منصب نائب المستشار العام للجنة الاتصالات الاتحادية (2006-2007) وقضى خمس سنوات (2007-2012) كمساعد للوكيل العام في مكتب المحامي العام في وزارة العدل. حصل على جائزة النائب العام للخدمة المتميزة في عام 2008 لعمله في التقاضي بشأن الأمن القومي
قبل أن يصبح قاضيا ، كان ميلر شريكا في Perkins Coie من 2012 إلى 2019 في مكتب الشركة في سياتل. وبهذه الصفة ، شغل منصب الرئيس على مستوى الشركة لممارسة الاستئناف في بيركنز كوي. ميلر هو أيضا محاضر بدوام جزئي في كلية الحقوق بجامعة واشنطن. وقد جادل أكثر من ستين استئنافا ، بما في ذلك ستة عشر أمام المحكمة العليا للولايات المتحدة.

### الخدمة القضائية الاتحادية
في 13 يوليو 2018 ، أعلن الرئيس ترامب عن نيته ترشيح ميلر للعمل كقاض دائرة في الولايات المتحدة في محكمة الاستئناف الأمريكية للدائرة التاسعة. في 19 يوليو 2018 ، تم إرسال ترشيحه إلى مجلس الشيوخ. رشح الرئيس ترامب ميلر للمقعد الذي أخلاه القاضي ريتشارد تالمان ، الذي تولى منصب كبير في 3 مارس 2018. في أكتوبر 24 ، 2018 ، عقدت جلسة استماع حول ترشيحه أمام اللجنة القضائية بمجلس الشيوخ . 
في 3 يناير 2019 ، أعيد ترشيحه إلى الرئيس بموجب المادة الحادية والثلاثين ، الفقرة 6 من مجلس الشيوخ الأمريكي. في 23 يناير 2019 ، أعلن الرئيس ترامب عن نيته إعادة تسمية ميلر للحصول على منصب قضائي فيدرالي. ترشيحه تم إرسالها إلى مجلس الشيوخ في وقت لاحق من ذلك اليوم. في 7 فبراير 2019 ، تم الإبلاغ عن ترشيحه خارج اللجنة بتصويت 12-10. في فبراير 25 ، 2019 ، احتج مجلس الشيوخ كلوتور على ترشيح ميلر بتصويت 51-46 ، وفي اليوم التالي ، صوت لتأكيده بتصويت 53-46. وحصل على اللجنة القضائية في 4 مارس 2019.
كان تعيينه جديرا بالملاحظة لأن أعضاء مجلس الشيوخ في الولاية (باتي موراي وماريا كانتويل ، من واشنطن) لم يدعموا ترشيحه ورفضوا إعادة زلاتهم الزرقاء لإظهار اعتراضهم عليه. كان أول مرشح قضائي اتحادي يتم تأكيده.
في 7 أبريل 2020 ، انضم ميلر إلى رأي كتبه ميلان سميث يحكم بأن المهاجرين المحتجزين لمدة ستة أشهر أو أكثر يجب منحهم جلسات استماع للسندات. 
كان ميلر عضوا في الجمعية الفيدرالية من 1996 إلى 1999 و 2000-2004 و 2016-2017. 

## منشورات مختارة
- Miller، Eric D. (1998). "Should Courts Consider 18 USC Section 3501 Sua Sponte?". University of Chicago Law Review. ج. 65 ع. 3: 1029–1058. DOI:10.2307/1600306. JSTOR:1600306. مؤرشف من الأصل في 2021-01-15.

## روابط خارجية
- Eric D. Miller
- Eric Miller
- مثول أمام المحكمة العليا الأمريكية من مشروع Oyez

قالب:S-legal
| سبقه | ' | الحالي |